# Heiner Carow
Heinrich "Heiner" Carow (Rostock, 19 de septiembre de 1929 – Berlín, 1 de febrero de 1997) fue un director de cine y guionista alemán. 

## Carrera
Carow era hijo del comerciante Ernst Carow. Se graduó en el instituto de Rostock con compañeros de clase como el escritor Herbert Nachbar. Entre 1950 y 1952, asistió a cursos de dirección en el estudio juvenil DEFA con Slatan Dudow y Gerhard Klein. Su primera película como director la realizó en 1952 bajo el título Bauern erfüllen den Plan. Después de 1952, Carow trabajó en el estudio DEFA para películas científicas populares. Allí escribió guiones y realizó diez documentales cortos, entre ellos Stadt an der Küste (1955). En 1957, se convirtió en director de la DEFA. Dos años después, se convirtió en miembro del grupo “Berlín” bajo la dirección de Slatan Dudow. Inicialmente realizó películas infantiles y juveniles como 'Sie nannten ihn Amigo (1959) nach einem Drehbuch von Wera con Claus Küchenmeister, Benno-Pludra-Verfilmungen Sheriff Teddy (1957), Jeder hat seine Geschichte (1965) y Die Reise nach Sundevit (1966). Su proyecto de 1968 Die Russen kommen sólo pudo mostrarse en 1971 en una versión diluida por la censura soviética. La esposa de Carow y editora de cine Evelyn Carow guardó una copia de un corte anterior y se estrenó en diciembre de 1987.
En la década de 1970, Carow realizó varias películas de éxito, entre ellas Die Legende von Paul und Paula (1973), que alcanzó estatus de culto en la RDA, e Ikarus (1975), sobre la vida de un hijo de padres divorciados, que el propio Carow describió como su mejor película. Después de Bis daß der Tod euch scheidet (1978), trabajó en varios proyectos que no pudieron realizarse. Entre ellas se encontraba una adaptación cinematográfica de Simplicius Simplicissimus basada en un guion de Franz Fühmann, que se había planeado desde 1964 pero que era demasiado costosa para la dirección de la DEFA, y la ópera rock Paule Panke, escrita en colaboración con los dramaturgos Erika y Rolf Richter y la banda Pankow, que se vio interrumpida, entre otras cosas, por la censura por un secretario de estado de la RDA retratado de forma antipática y un personaje secundario gay. No fue hasta 1986 que pudo completar otra película So Many Dreams. Fue creado, al igual que sus dos últimos proyectos para DEFA Coming Out (1989) y The Misdemeanor (1991), en colaboración con Erika Richter y el guionista Wolfram Witt.
Carow se convirtió en miembro de la Academia de Artes de la RDA en 1978, de la que fue vicepresidente entre 1982 y 1991, y en miembro de la Academia de Artes de Berlín Occidental en 1984. Después de 1991 trabajó principalmente para televisión. En 1996 se convirtió en director del Departamento de Cine y Arte Mediático de la Academia de Artes de Berlín-Brandeburgo.

## Filmografía seleccionada
- Sheriff Teddy (1957)
- Sie nannten ihn Amigo (1959)
- Die Hochzeit von Länneken (1964)
- The Legend of Paul and Paula (1973)
- So Many Dreams (1986)
- Coming Out (1989)
- Begräbnis einer Gräfin (1992, Telefilm)
- The Mistake (1992)
- Vater Mutter Mörderkind (1993, Telefilm)
- Fähre in den Tod (1996, Telefilm)